# Rolls-Royce Corniche (2000)
Rolls-Royce Corniche är en personbil, tillverkad av den brittiska biltillverkaren Rolls-Royce mellan 2000 och 2002.
Rolls-Royce:s nya flaggskepp Corniche presenterades i januari 2000. Formgivningen påminde om Silver Seraph, men tekniken hämtades från den äldre Bentley Azure. Corniche är den enda Rolls-Royce som härstammar från en Bentley och inte tvärtom. Det var också den sista Rolls-Royce som utvecklades innan BMW tog över.
Motorn är en turboladdad V8, kopplad till en fyrstegs automatlåda. Corniche utrustades med alla lyx Rolls-Royce kunde uppbringa. Interiören var fylld med Connolly-läder, Wilton-mattor och exotiska träslag. Bilen byggdes helt för hand.
Den sista Corniche-bilen rullade av linan den 30 augusti 2002 och var då den sista Rolls-Royce som tillverkades vid fabriken i Crewe, innan den övergick till Volkswagen-ägda Bentley.